# Financière Immobilière Bordelaise
Financière Immobilier Bordelaise (FIB) is een Franse holding, gespecialiseerd in commercieel vastgoed en detailhandelsactiviteiten. De holding (voorheen bekend onder de naam Immobilière Spiic) is eigendom van Michel Ohayon. De belangrijkste entiteit onder de holding is Hermione People & Brands (HPB), waar de detailhandelsctiviteiten zijn ondergebracht.

## Geschiedenis
Financière Immobilière Bordelaise werd in 1996 opgericht door Michel Ohayon, een franchisenemer uit Bordeaux in de kledingbranche. Het bedrijf werd oorspronkelijk opgericht om het eigendom van het vastgoed van zijn franchisewinkels onder te brengen. Ohayon investeerde daarnaast onder meer in hotelvastgoed, waaronder het Grand Hôtel de Bordeaux, het Waldorf Astoria Trianon in Versailles en in Jeruzalem, het Sheraton-hotel in Roissy-Charles-de-Gaulle en in een grand cruwijn uit Saint-Émilion.

### Hermione People & Brands
In 2018 werd Hermione People & Brands (HPB) als dochteronderneming van FIB opgericht. 
Vanaf 2018 nam Michel Ohayon detailhandelsactiviteten over waarvan de meeste direct of indirect verband houden met kleding, een sector die toen in moeilijkheden verkeerde. Hermione Retail, een dochteronderneming van HPB, nam in 2018 de exploitatie over van 22 winkels van Galeries Lafayette om ze als franchisefiliaal voort te zetten. Dit waren voornamelijk filialen gevestigd in kleine of middelgrote steden (waaronder Amiens, Cannes, La Rochelle, Rouen, Toulon, Bayonne, Dax, Pau en Tarbes). 
Het exploitatiemodel van deze winkels was moeizaam en daarom werden ze door de Groupe Galeries Lafayette van de hand gedaan. Michel Ohayon zag een kans door te investeren in hun digitale transformatie en hen een lokale commerciële dynamiek teruggeven, om zoveel mogelijk te profiteren van hun strategische ligging in het hart van de steden. Hij kocht niet alleen de franchise van het merk, maar ook het vastgoed, waarmee hij zijn vastgoedinvesteringen voortzet.
Medio 2020 nam Hermione People & Brands (HPB) 511 Camaïeu- winkels over, die in moeilijkheden verkeerden. Camaïeu had in 2016 en 2018 al uitstel van betaling gekregen en had op het moment van de overname 2.659 medewerkers. Bij de beoordeling van het bod van HPB bekritiseert de Rechtbank van Koophandel in Rijsel de lage biedingen door de overnamekandidaten. 460 medewerkers vertrokken vrijwillig en er werd een baanbeschermingsplan van € 5 millions euro afgesproken. 
In april 2021 nam HPB de op dat moment 21 filialen van Gap France over, voor een symbolisch bedrag van € 1,-. Volgens Michel Ohayon zou deze transactie niet als een bedrijfsovername moeten worden beschouwd omdat er een nieuwe dochteronderneming was ontstaan die de masterfranchise voor Frankrijk en diverse andere Europese landen kreeg van de Amerikaanse groep. 
In december 2021 werd de Franse sportwinkelketen Go Sport overgenomen van Rallye voor een symbolisch bedrag van € 1,-. Kort daarna werd Gap France voor ruim € 30 miljoen verkocht aan Go Sport.
In maart 2022 werd een aandeel genomen in het koffiemerk Cafés door de zoon van Michel Ohayon. In augustus 2022 werd de kledingketen Camaïeu onder curatele gesteld. HPB wil geen extra financiering beschikbaar stellen waarna de rechtbank het bedrijf failliet verklaard. In september 2022 sloot Camaïeu definitief de deuren met tientallen miljoenen euro's aan schulden.
Op 3 januari 2023 werd Patrick Puy als saneerder aangesteld aan het hoofd van Go Sport France. Tegelijkertijd werd door het openbaar ministerie van Grenoble een vooronderzoek geopend wegens misbruik van bedrijfsactiva met betrekking tot de geldstroom van enkele miljoenen tussen Go Sport en HPB. Er was sprake van een stroom van meer dan € 30 miljoen naar de holding en de vakbonden waren verbijsterd. HPB verklaarde dat de geldstroom te maken met de overname van Gap France door Go Sport, maar waarnemers vinden het bedrag absurd, aangezien Gap in 2021 voor € 1,- werd gekocht. 
Als gevolg van het onderzoek naar deze kasstromen werd begin 2023, kort na het faillissement van Camaïeu, de holding van Go Sport  onder curatele gesteld wegens surseance van betaling door de Rechtbank van Koophandel van Grenoble.

## Activiteiten

### Vastgoed
De Groupe FIB heeft kantoren en hotels in grote Franse steden, waaronder het Grand Hôtel de Bordeaux, het Trianon Palace Versailles en het Sheraton de Roissy-CDG.
Eind 2016 had FIB 400.000 m² vastgoed in 20 steden in Europa in bezit. Tijdens de financiële problemen van HPB vanaf 2022 bleek dat de diverse vastgoedprojecten niet de beloofde investeringen kregen en de ambities van Michel Ohayon mislukt zijn.

### Detailhandelsactiviteiten
Michel Ohayon is indirect aanwezig in de distributie van textiel (met Galeries Lafayette en de franchise van Gap France), speelgoed (met Jouetland) en sportartikelen (met Go Sport). De meeste van deze activiteiten zijn ondergebracht bij de dochteronderneming Hermione People & Brands. La Grande Récré is niet geïntegreerd in HPB. Het belangrijkste economische model blijft zichzelf financieren door middel van schulden, bijvoorbeeld door uitstel van betaling. Deze vorm van zelffinanciering brengt van de kant van HPB slechts weinig of geen investeringen met zich mee in de verschillende  activiteiten.

## Financiële gegevens
In 2017 werden de totale activa van Financière immobilière bordelaise geschat op meer dan € 2 miljard.